# 가트 (인도)

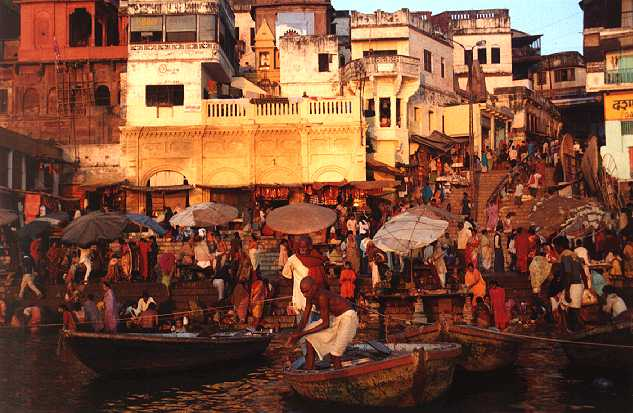
바라나시에 있는 가트. 1996년 엔디 카빈 촬영.

가트(벵골어: ঘাট)는 남아시아에서 볼 수 있는 강가의 층계를 뜻한다. 벵골어를 사용하는 지역에서 가트라는 용어는 작은 호수에서 큰 강까지, 계단 형태로 된 지형은 모두 가리킬 수 있다.
힌디어 사용 지역에서 가트는 특히 바라나시에 있는 갠지스강의 층계를 뜻하는 말로 쓰인다.
종교적으로 큰 의의를 띠고 있는 가트는 갠지스 강과 나마다 강에 위치해 있다.